# 東京都立志村高等学校
東京都立志村高等学校（とうきょうとりつ しむらこうとうがっこう）は、かつて東京都板橋区西台一丁目に存在した都立高等学校。2007年度に東京都立北野高等学校と統合し、東京都立板橋有徳高等学校に改編された。跡地は東京都立志村学園となっている。

## 沿革
- 1955年 - 開校
- 1969年 - 大学などの学生運動の影響を受けた生徒の一部が定期試験廃止などを求め、同年10月25日から数日間にわたり校舎を占拠[1]。
- 2007年 - 東京都立北野高等学校との統合により閉校、東京都立板橋有徳高等学校に改編。

## 設置課程
- 全日制

## 交通
- 都営地下鉄三田線 志村三丁目駅・蓮根駅・西台駅
- 東武東上線上板橋駅・東武練馬駅 東武練馬駅又は常盤台駅から国際興業バス東練01系統東武練馬循環高校前
- JR東北線（宇都宮線）・京浜東北線・高崎線・埼京線 赤羽駅西口から国際興業バス赤56系統志村高校経由高島平操車場行高校前

## 学園祭
- 「志高祭」と呼ばれ、毎年9月に行われていた。豊島公会堂を借り切ってのクラス対抗演劇が特徴だった。

## 立地
- 首都高速5号池袋線の高架橋を見下ろす高台に立地している。学校前の急坂（伝兵衛坂。通称・源平坂）について同校OBの室井昌也が、先輩の寺田農、安斎肇らにインタビューし記事を掲載した[2]。

## 著名な出身者
- 生方幸夫（政治家）
- 大野勢太郎（フリーアナウンサー）
- 寺田農（俳優）
- 安斎肇（イラストレーター）
- 金田美香（女優）（東京都立代々木高等学校へ転校）
- 林信吾（英国に造詣の深い作家・ジャーナリスト）
- 室井昌也（俳優、韓国野球評論家）[要出典]
- 木村有里（女優）
- 田辺節子（元女優）